# Aldo Drosina
Rinaldo Drosina (Pola, 28 gennaio 1932 – Pola, 17 febbraio 2000) è stato un calciatore e allenatore di calcio jugoslavo.

## Biografia
Nacque nel 1932 a Pola, allora capoluogo dell'omonima provincia italiana, parte della Venezia Giulia, fino all'annessione della città alla Jugoslavia.
Nel 2003 gli è stato dedicato lo stadio di Pola.

## Carriera
Dopo aver militato nelle giovanili dell'Unione Sportiva Operaia di Pola, società fondata nel 1945, si trasferì poi alla squadra concittadina Proleter, che successivamente si fuse proprio con l'U.S. Operaia fondando il NK Pula. Nel 1951 si trasferì all'Uljanik, squadra sempre di Pola, dove militò per cinque stagioni. Nel 1955 fu ingaggiato dalla Lokomotiva Zagabria con la quale conquistò la promozione nel massimo campionato jugoslavo (Prva Liga) al termine della stagione 1955-1956. Nella stagione successiva, conclusasi con la retrocessione, totalizzò 10 presenze e due reti in Prva Liga. Nel 1958, tuttavia, subì un grave infortunio che segnò la fine della militanza nel Lokomotiva e il ritorno all'Uljanik. Nel 1961 Uljanik e NK Pula si fusero fondando il NK Istra e Drosina fu confermato in rosa. Con la casacca dell'Istra, Drosina totalizzò 101 presenze e undici reti, conquistando la promozione nel campionato cadetto jugoslavo (Druga Liga). Contemporaneamente alla carriera di calciatore, lavorava nel Cantiere navale di Pola ("Scoglio Olivi" o "Uljanik") del quale l'Uljanik era la squadra dopolavoristica.
Dopo il ritiro intraprese la carriera di allenatore. Allenò l'Istra per oltre un decennio e successivamente squadre istriane militanti nelle serie minori del campionato croato di calcio come il Rovigno, il Jadran Parenzo, il Mladost Fažana e il Pazinka. Ricoprì inoltre l'incarico di selezionatore della Lega croata regionale-settore meridionale.